# Адміністративний устрій П'ятихатського району
Адміністративний устрій П'ятихатського району — адміністративно-територіальний поділ П'ятихатського району Дніпропетровської області на 1 міську раду, 2 селищні ради та 16 сільських рад, які об'єднують 88 населених пунктів та підпорядковані П'ятихатській районній раді. Адміністративний центр — місто П'ятихатки.

## Список радП'ятихатського району
| №  | Назва                              | Центр                 | Населені пункти | Площа км² | Місце за площею | Населення (2001), чол. | Місце за населенням |
| -- | ---------------------------------- | --------------------- | --- | --------- | --------------- | ---------------------- | ------------------- |
| 1  | П'ятихатська міська рада           | м. П'ятихатки         | м. П'ятихатки |           |                 |                        |                     |
| 2  | Вишнівська селищна рада            | смт Вишневе           | смт Вишневе с. Кулябкине |           |                 |                        |                     |
| 3  | Лихівська селищна рада             | смт Лихівка           | смт Лихівка с. Комунарівка с. Степове |           |                 |                        |                     |
| 4  | Біленщинська сільська рада         | c. Біленщина          | c. Біленщина с. Верхньокам'яниста с. Катеринівка с. Липове с. Михайлівка с. Олександро-Григорівка с. Плоске с. Плоско-Таранівка               |           |                 |                        |                     |
| 5  | Богдано-Надеждівська сільська рада | c. Богдано-Надеждівка | c. Богдано-Надеждівка с. Калинівка с. Культура с-ще Мирне с. Миролюбівка с. Полтаво-Боголюбівка                                               |           |                 |                        |                     |
| 6  | Виноградівська сільська рада       | c. Виноградівка       | c. Виноградівка с. Запоріжжя с. Суханівка с. Чистопіль                                                                                        |           |                 |                        |                     |
| 7  | Грушуватська сільська рада         | c. Грушуватка         | c. Грушуватка с. Комсомольське с. Красноіванівка с. Нерудсталь с. Семенівка                                                                   |           |                 |                        |                     |
| 8  | Жовтянська сільська рада           | c. Жовте              | c. Жовте с-ще Зелене |           |                 |                        |                     |
| 9  | Зорянська сільська рада            | c-ще Зоря             | c-ще Зоря с-ще Авангард с. Зелений Луг с. Касинівка с. Осикувате с. Петрівка                                                                  |           |                 |                        |                     |
| 10 | Івашинівська сільська рада         | c. Івашинівка         | c. Івашинівка с. Красна Воля с-ще Радгоспне                                                                                                   |           |                 |                        |                     |
| 11 | Комісарівська сільська рада        | c. Комісарівка        | c. Комісарівка |           |                 |                        |                     |
| 12 | Лозуватська сільська рада          | c. Лозуватка          | c. Лозуватка с. Байківка с. Іванівка с. Ликошине с. Новоукраїнка с. Терно-Лозуватка с. Червоний Яр                                            |           |                 |                        |                     |
| 13 | Мар'янівська сільська рада         | c. Мар'янівка         | c. Мар'янівка с. Волочаївка |           |                 |                        |                     |
| 14 | Пальмирівська сільська рада        | c. Пальмирівка        | c. Пальмирівка с. Веселий Поділ с. Дмитрівка с. Жовтоолександрівка с. Красний Луг с. Нововасилівка с. Новозалісся с. Ровеньки с. Трудолюбівка |           |                 |                        |                     |
| 15 | Саврівська сільська рада           | c. Савро              | c. Савро с. Балкове с. Вільне с. Галина Лозуватка с. Демурино-Варварівка с. Кам'яне с. Новоіванівка с. Червона Поляна с. Чигринівка           |           |                 |                        |                     |
| 16 | Саївська сільська рада             | c. Саївка             | c. Саївка с. Долинське с. Тернувате |           |                 |                        |                     |
| 17 | Саксаганська сільська рада         | c. Саксагань          | c. Саксагань с. Чумаки |           |                 |                        |                     |
| 18 | Троїцька сільська рада             | c. Троїцьке           | c. Троїцьке с. Березняк с. Зелений Клин с. Золотницьке с. Миколаївка с. Новотроїцьке с. Червона Деріївка                                      |           |                 |                        |                     |
| 19 | Холодіївська сільська рада         | c. Холодіївка         | c. Холодіївка с. Володимирівка с. Грамівка с. Григорівка с. Миронівка с. Цвіле с. Червона Гірка с. Яковлівка                                  |           |                 |                        |                     |